# Rolling Fork (Mississippi)
Rolling Fork város az Amerikai Egyesült Államok Mississippi államában, Sharkey megyében, melynek megyeszékhelye is. Lakosainak száma 1883 fő (2020. április 1.).

## Népesség
A település népességének változása:

| 2010 | 2 143 |
| 2020 | 1 883 |